# Rapporto di rischio
Il rapporto di rischio nell'analisi di sopravvivenza è il rapporto tra i tasso di rischio istantanei di un evento in due condizioni che si vuole paragonare (es. uso di un farmaco rispetto ad un altro in un trial clinico) e rappresenta quindi l'effetto di una variabile esplicativa (es: l'uso o no del farmaco) a proposito del pericolo o del rischio di un evento (es: decesso o recidiva).
{\displaystyle HR={\frac {h_{1}}{h_{0}}}}
dove ciascun tasso di rischio istantaneo h è il limite del numero di eventi per unità di tempo in rapporto al numero di eventi a rischio diviso per intervalli decrescenti di tempo (fino a tendere a zero).
{\displaystyle h(t)=\lim _{\Delta t\rightarrow 0}{\frac {\mathrm {eventi\;osservati} (t)/N(t)}{\Delta t}}}
dove N(t) è il numero di eventi a rischio all'inizio di un intervallo.
Da notare che il rapporto di rischio è il  rapporto tra tassi di rischio e non tra rischi cumulativi (che è invece il rischio relativo), come purtroppo il nome potrebbe far pensare. Ciò è analogo alle definizioni inglesi (Hazard Ratio che è il rapporto tra hazard rates, mentre Relative Risk è il rapporto tra rischi cumulativi) che pero usano due termini diversi (per quanto mal supportati dal significato lessicale) per il distinguere quando si parla di tassi (Hazard) o di valori cumulativi (Risk).